# Balanoidea
Balanoidea zijn een superfamilie van zeepokken.

## Soorten
De volgende families zijn bij de superfamilie ingedeeld:
- Archaeobalanidae Newman & Ross, 1976
- Balanidae Leach, 1817
- Pyrgomatidae Gray, 1825